# Epiparactis dubia
Epiparactis dubia is een zeeanemonensoort uit de familie Actinoscyphiidae.
Epiparactis dubia is voor het eerst wetenschappelijk beschreven door Carlgren in 1921.